# مسجد دو منار
مسجد دو منار یا مسجد دو مناره 
(به کردی سورانی: مزگه‌وتی دوومناره) مسجدی تاریخی در شهر سقز مربوط به دورهٔ افشاریان و اوایل دورهٔ زندیان است که در خیابان امام خمینی سقز، پشت حسینیه واقع شده‌است. این اثر در تاریخ ۲۵ اسفند ۱۳۷۸ با شمارهٔ ثبت ۲۶۰۰ به‌عنوان یکی از آثار ملی ایران به ثبت رسیده‌است.

## معماری
در گذر از ورودیِ مسجد، هشتی قرار دارد؛ مکانی که عمدتاً به صورت هشت‌گوشه یا چهارگوشه است و به‌عنوان مَفصلی برای تغیر جهت بنا شده‌است. در گذر از فضای روشن بیرون به تاریک، نور همیشه حضور دارد. حضور نور در فضاهای درونی چون هشتی و دالان همواره به صورت یک گواه و راهنماست. تاریکی تغییر مقیاس و تغییر ناگهانی شکل و فرم جداره‌ها و سقف بیانگر ورود به جهانی دیگر است. مربع محیطی که به هشت‌ضلعی و سپس شانزده‌ضلعی و تا به دایرهٔ گنبد می‌رسد، فرم عمومی سقف این گونه فضاهاست. اعداد و نسبت‌های موجود در معماری اسلامی، درواقع کثرت به سوی وحدت را با تقسیمات به اَشکال گوناگون امکان‌پذیر می‌سازد. نظم فرم‌یافته در آن نیز حاکی از آشنایی با نظم الهی است. حرکت از مربع به دایره اعجاز اعداد را در قالب فرم و فضا به نمایش می‌گذارد؛ همچنین، این سیر و حرکت داستان تکامل فرم از مربع به دایره است. اگر مکعب یا مربع نماد صورتی از خلقت است که بر تحول دیدن و ترکیب جهت‌های مختلف دلالت دارد، فرم تکامل‌یافتهٔ آن دایره یا گنبد است که از نوع شهود و حضور است که دلالت بر روح دارد و بیانگر حرکت روحانی است که از جسم و صورت آغاز می‌شود. ترنجی‌ها، رسمی‌بندی‌ها و یزدی‌بندی‌های زیر گنبد هشتی با تابش‌های متفاوت نور و پی‌درپی کوچک‌تر شدن و رسیدن به یک نقطه یا خورشید سیر رسیدن به کمال مطلق را به تصویر می‌کشد.

## نگارخانه

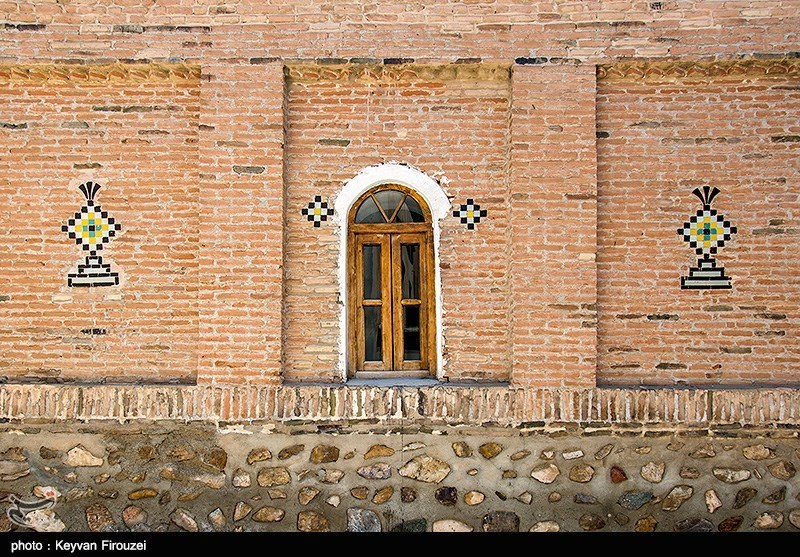
نمای دیوار
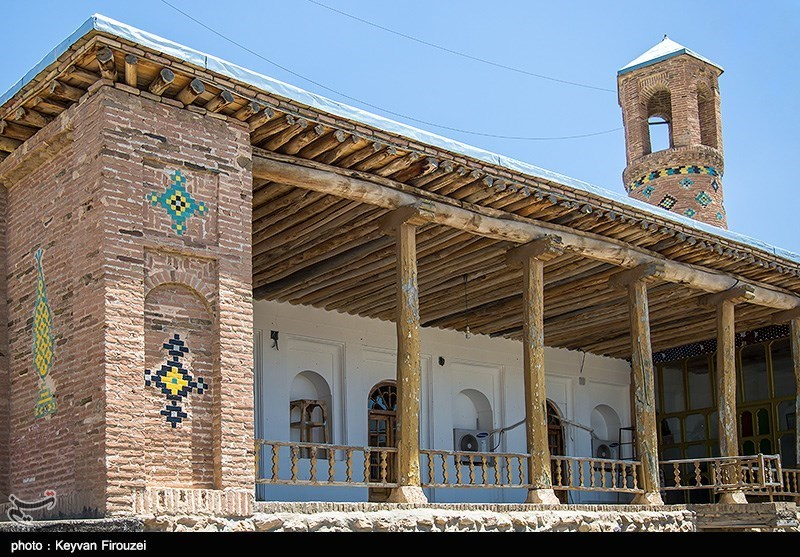
ایوان مسجد از بیرون
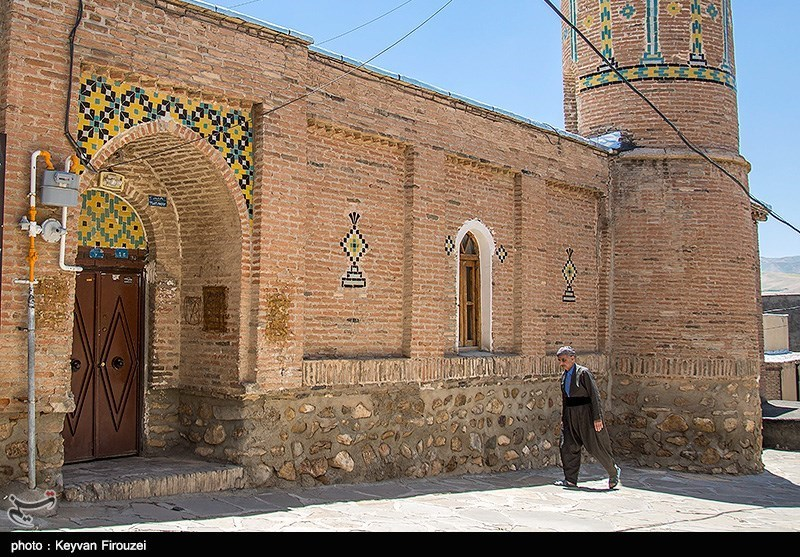
سر در مسجد
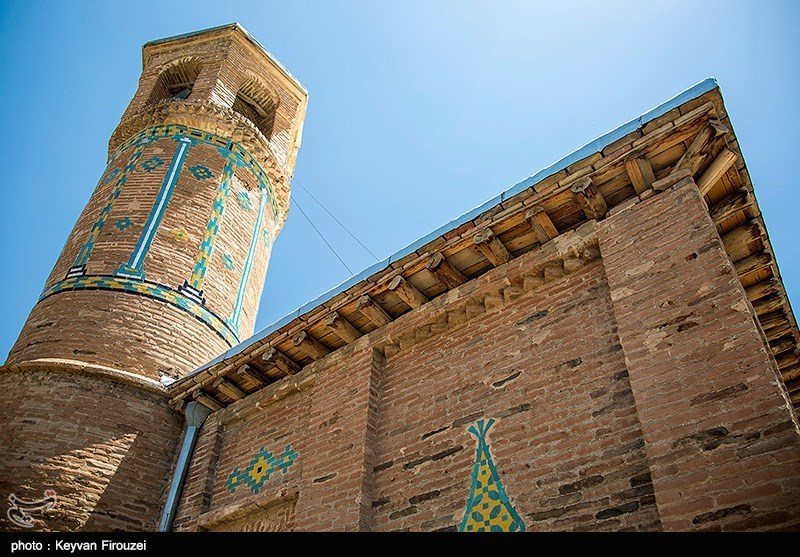
نمای مناره
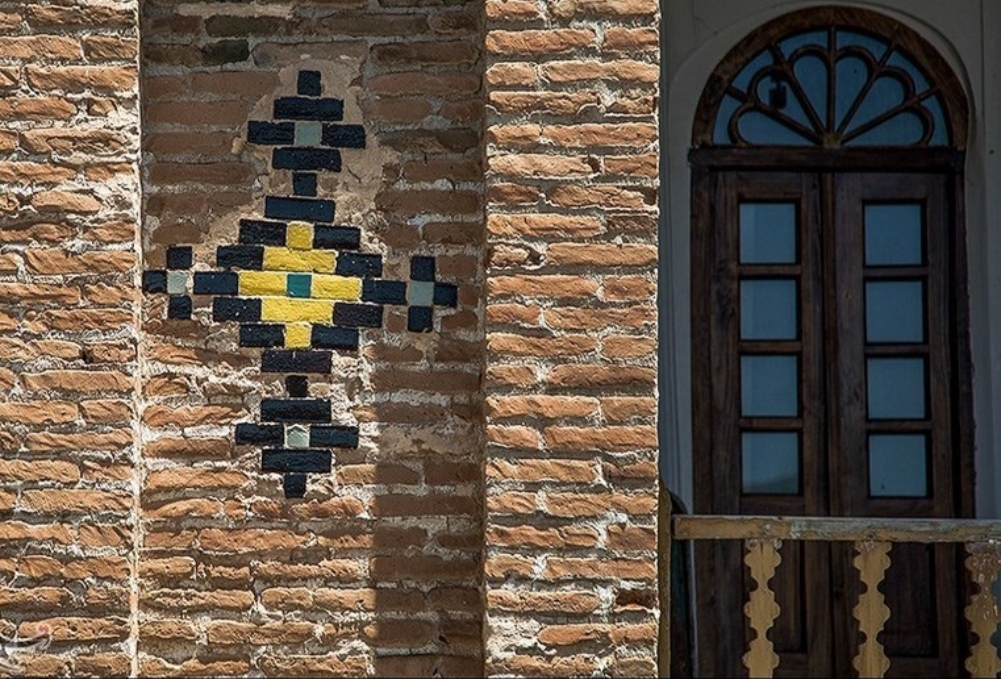
نمای مسجد
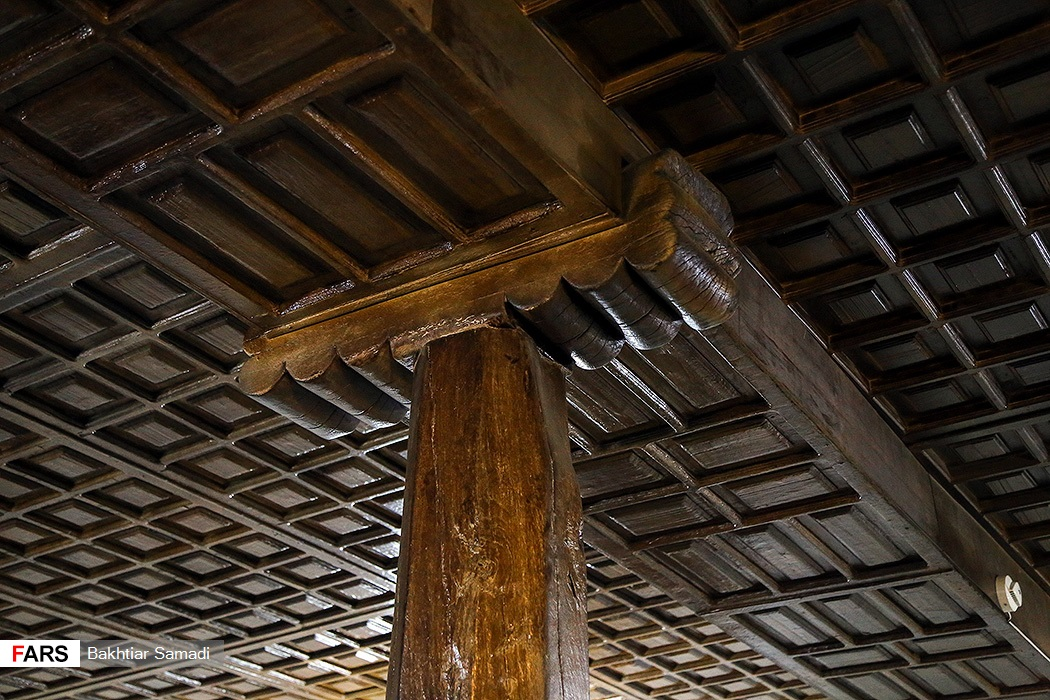
سقف مسجد
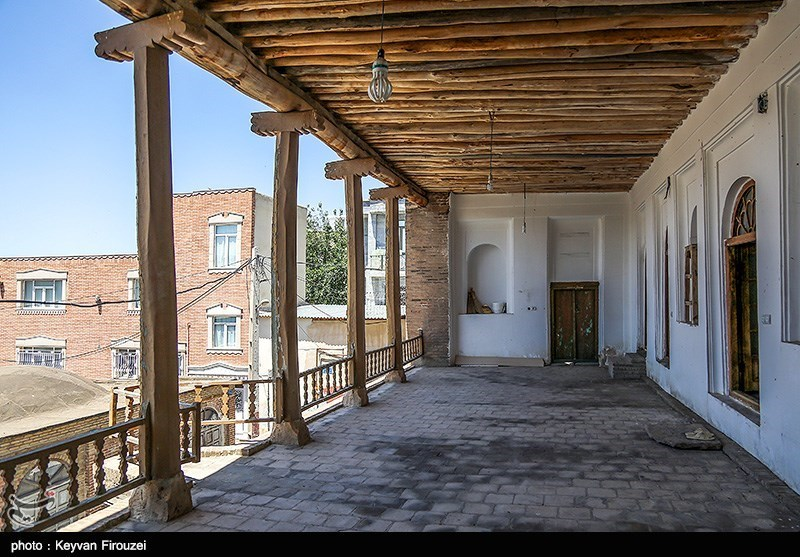
ایوان مسجد
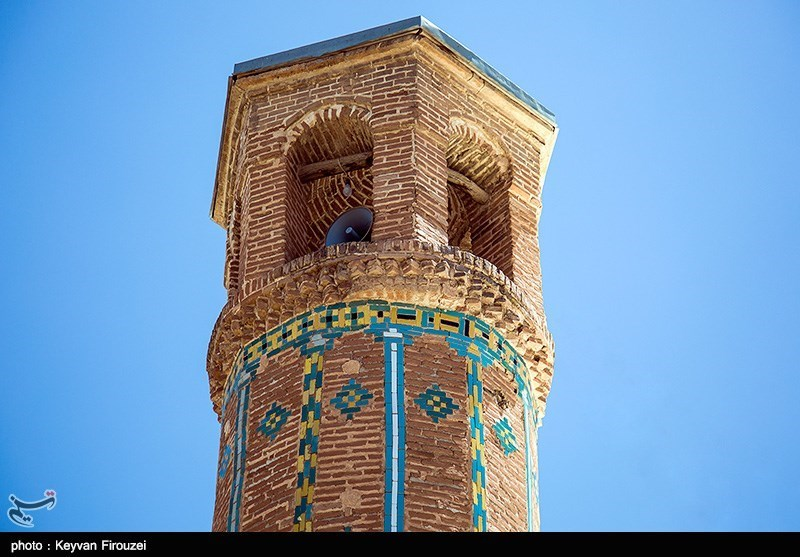
نمایی از مناره
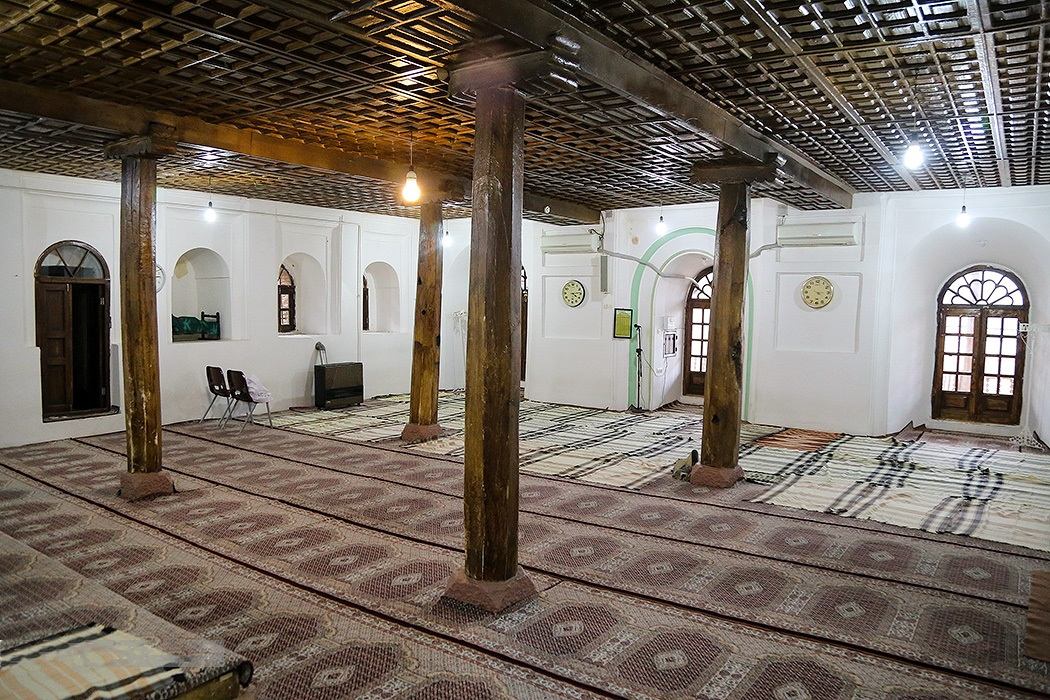
داخل مسجد